# 刘文学 (少将)
刘文学（1909年—1994年），中国人民解放军将领、中国人民解放军开国少将。
曾任中国人民解放军浙江军区政治部主任。1955年，授予中国人民解放军少将。